# Michel Scheuer
Michel Scheuer (* 20. Mai 1927 in Rodange, Luxemburg; † 31. März 2015 in Krefeld) war ein deutscher Kanute und Kanutrainer. Er war 1956 Olympiasieger im Zweier-Kajak.
Scheuer holte sich bei den Olympischen Spielen 1952 und 1956 jeweils die Bronzemedaille im Einer-Kajak über 10.000 m. Die Olympischen Spiele 1956 endeten für ihn mit dem Gewinn der Goldmedaille im Zweier-Kajak über 1.000 m mit Meinrad Miltenberger. In derselben Disziplin war er bei den Kanurennsport-Weltmeisterschaften 1954 mit Gustav Schmidt Zweiter geworden. Bei den Kanurennsport-Weltmeisterschaften 1958 errang er mit Gustav Schmidt, Georg Lietz und Theo Kleine die Titel im Vierer-Kajak über 1.000 und 10.000 m. Bei Deutschen Meisterschaften holte er 1952 und 1954 zwei Titel im Einer-Kajak.
Er war Mitglied des Kanusportvereines Bertasee Duisburg und führte dort nach seinem Karriereende die Jugend- und Seniorentrainings. Er lebte zuletzt in Krefeld. Scheuer wurde sowohl mit dem Silbernen Lorbeerblatt als auch der Goldenen Ehrennadel des Deutschen Kanu-Verbandes (DKV) ausgezeichnet.